# 65091 Saramagrin
65091 Saramagrin este un asteroid din centura principală de asteroizi.

## Descriere
65091 Saramagrin este un asteroid din centura principală de asteroizi. A fost descoperit pe 1 februarie 2002 la Cima Ekar în cadrul programului Asiago-DLR Asteroid Survey. Asteroidul prezintă o orbită caracterizată de o semiaxă mare de 2,37 ua, o excentricitate de 0,08 și o înclinație de 7,2° în raport cu ecliptica.